# Claraluna
Claraluna (ou ClaraLuna) é um grupo musical infantil e juvenil colombiano vencedor do Grammy Latino. Formado por 36 meninos, meninas e jovens, o grupo é também uma academia de artes cênicas dirigida por Mauricio Lozano e Alejandra Sierra.

## Discografia
- 2023: Cantemos Juntos[4]
- 2022: Marakei
- 2019: Luces, Cámara, Acción
- 2018: Imaginare
- 2015: 1, 2, 3, Llega Navidad
- 2014: Esta Es Colombia
- 2012: La Estrella de los Deseos
- 2012: Un Mundo de Navidad
- 2008: LunaLuz y Los Nueves Días de la Navidad
- 2007: Un Lugar Llamado Colombia
- 2001: Así Es Nuestra Navidad